# Komáří vrch (Orlické hory)
Komáří vrch (německy Mückenberg) je vrchol v České republice ležící v pohoří Orlické hory. Je to nejvyšší „netisícovka“ v Česku – k dosažení tisícimetrového hranice ji chybí 20 cm.

## Poloha
Komáří vrch se nachází v jihovýchodním zakončení Kunštátského hřbetu – geomorfologického podokrsku Orlických hor – asi 7,5 km severně od Rokytnice v Orlických horách. Jedná se o dvojvrchol. Hlavní kóta je umístěna jihovýchodně, stejně vysoká severozápadní je vzdálena asi 300 metrů. Pod jihovýchodním svahem se nachází sedlo Mezivrší, které Kunštátský hřbet odděluje od hřbetu Anenského. Zejména severovýchodní a jihozápadní svahy vykazují značné převýšení a prudkost.

## Vodstvo
Komáří vrch spadá do povodí Divoké Orlice, které protéká pod jeho severovýchodním svahem. Potoky pramenící v jihozápadním svahu jsou přítoky Říčky potažmo Zdobnice, která se rovněž do Divoké Orlice vlévá.

## Vegetace
Vrcholovou partii Komářího vrchu pokrývá původní horská bučina, která je chráněna v rámci přírodní rezervace Komáří vrch. Nižší partie pokrývají hospodářské smrčiny. Vrch náleží do území chráněné krajinné oblasti Orlické hory.

## Komunikace
Sedlem Mezivrší prochází v zimě neudržovaná silniční komunikace z Říček do Orlického Záhoří. V blízkosti vrcholu je ve východním svahu vedena červeně značená Jiráskova cesta, západním svahem pak cyklistická trasa 4071. Svahy vrchu jsou protkány sítí běžkařských tras.

## Stavby
Přes severovýchodní úbočí vrchu byla před druhou světovou válkou postavena linie opevnění proti nacistickému Německu. Nacházejí se zde objekty lehkého i těžkého opevnění, především pěchotní sruby R-S 90/I a R-S 90/II. Na samotném vrcholu Komářího vrchu byla vybudována dělostřelecká pozorovatelna R-S 91.